# Сантарем (Португалија)
Сантарем (порт. Santarém) је значајан град у Португалији, смештен у њеном средишњем делу. Град је седиште истоименог округа Сантарем, где чини једну од општина.

## Географија
Град Сантарем налази се у средишњем делу Португалије. Од главног града Лисабона град удаљен је 85 километара североисточно, а од Портоа је удаљен 250 километара јужно.
Рељеф: Сантарем се налази на брегу изнад долине реке Тежо. Стари део града смештен је на врху брда изнад реке, на надморској висини између 40 и 100 m.
Клима: Клима у Сантарему је средоземна.
Воде: Источним ободом Сантарема пролази река Тежо, једна од најважнијих на Иберијском полуострву.

## Историја
Подручје Сантарема насељено је још у време праисторије. Данашње насеље настало је у доба старог Рима и било је важно трговиште у овом делу Иберијског полуострва. Дато насеље је 1147. г. повраћено од Мавара. Град је у следећим вековима имао важну улогу, будући да је једно од боравишта краљевског двора било баш у Сантарему. 
Следећих векова град стагнира, али се током 20. века, услед стратешки повољног положаја града близу Лисабона, поново почео убрзано развијати.

## Становништво
| 2001.  | 2011.  |
| ------ | ------ |
| 63.563 | 62.200 |

По последњих проценама из 2008. г. општина Сантарем има око 63 хиљада становника, од чега око 29 хиљада живи на градском подручју. Последњих деценија број становника у граду расте.

## Партнерски градови
- Ажен
- Бадахоз
- Брава
- Грандола
- Ковиља
- Лубанго
- Мекнес
- Сантарем
- Сао Висенте
- / Тираспољ
- Трговиште
- Фулакунда
- Хасково

## Галерија
- Градски торањ Кабашас
- Нови мост - јужна заобилазница града